# Sammy Morris
Samuel Morris III (Oxford, 23 marzo 1977) è un ex giocatore di football americano e allenatore di football americano inglese che ha militato nel ruolo di running back nella National Football League (NFL).

## Carriera da giocatore

### Buffalo Bills
Al college Morris ha giocato con i Texas Tech Red Raiders squadra rappresentativa dell'Università di Texas Tech. Al draft NFL 2000 è stato selezionato come 156ª scelta dai Buffalo Bills, con cui rimane fino alla stagione 2003.

### Miami Dolphins
Il 12 marzo 2004 firma come free agent con i Miami Dolphins con cui rimane fino al 2006.

### New England Patriots
Il 3 marzo 2007 firma con i New England Patriots un contratto di 4 anni. Durante la stagione 2011 viene svincolato.

### Dallas Cowboys
Il 13 dicembre 2011 Morris firma un contratto di un anno con i Dallas Cowboys.

## Carriera da allenatore

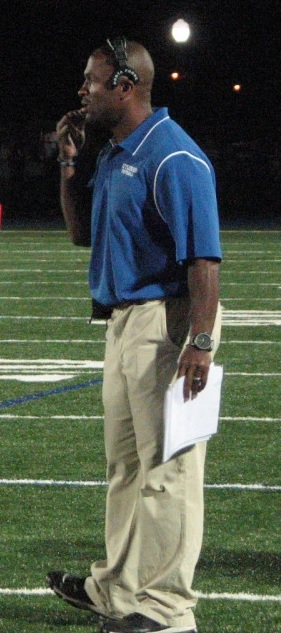
Morris nel 2013

Nel 2013 entra a far parte dello staff della Attleboro High School come assistente allenatore dei Blue Bombardiers.

## Palmarès
- Ed Block Courage Award - 2008